# А’Херн, Николас
Ни́колас Марк А’Хе́рн (англ. Nicholas Mark A'Hern; род. 6 января 1969, Суонси, Великобритания) — австралийский легкоатлет-ходок, участник трёх летних Олимпийских игр, двукратный чемпион игр Содружества, многократный чемпион Австралии.

## Спортивная биография
На летних Олимпийских играх Николас А’Херн дебютировал в 1992 году на играх в Барселоне. На 20-километровой дистанции австралийский спортсмен показал результат 1:31:39 и занял лишь 22-е место. На чемпионате мира 1995 года Николас показал свой лучший результат на мировых первенствах. В ходьбе на 20 км австралийский ходок занял 11-е место. В том же году А’Херн получил травму голени и пришлось делать операцию на больной ноге, что могло помешать спортсмену выступить на летних Олимпийских играх в 1996 году.
Но к началу летних Олимпийских игр в Атланте А’Херн смог восстановиться и выступил в соревнованиях на дистанции 20 км. На протяжении всей дистанции Николас держался в лидирующей группе, а за два километра до конца дистанции шёл на втором месте, но на финиш австралиец пришёл только четвёртым, совсем немного уступив тройке призёров.
На летних Олимпийских играх 2000 года в Сиднее А’Херн принял участие в ходьбе на 20 км. Австралийский ходок не смог повторить результат четырёхлетний давности и занял только 10-е место, пройдя дистанцию за 1:21:34. После окончания Олимпийских игр завершил спортивную карьеру.
Самыми крупными успехами в карьере А’Херна стали две победы на Играх Содружества в 1994 и 1998 годах.

## Личная жизнь
- По своей основной профессии Николас является парикмахером.